# Hydroisomérisation
En chimie organique, l'hydroisomérisation est l'isomérisation d'alcanes par un intermédiaire alcène. Ce procédé est utilisé notamment dans le raffinage du pétrole ou pour fabriquer un carburant synthétique à partir du mélange d’hydrocarbures résultat du procédé Fischer-Tropsch. 

## Autre définition
Les auteurs Joeri F.M. Denayera, Johan A. Martensb, Pierre A. Jacobsb, Joris W. Thybautc, Guy B. Marinc, G.V. Barona démontrent que lors de l'alkylation catalytique des oléfines sans alcènes dans des conditions très douce (condition semblable à l'hydrotraitement à l’exception du catalyseur), une part de l'alimentation s'isomérise avant de se décomposer. 
La réaction hydrocracage+hydroisomérisation s'écrit : C8H18(n) + H2 ==== C8H18(di ou tri branches)+C5+C4+C3 (catalyseur platine-zéolite).
Il s'agit de résultats controversés car il a été démontré que les fragments ayant moins de 11 carbones ne s'isomérisent plus.